# 吉村慎吾
吉村 慎吾（よしむら しんご、1968年10月6日 -   ）は日本の起業家、実業家。

## 来歴
千葉県立東葛飾高等学校を経て早稲田大学政治経済学部を卒業した。大学を留年して就職できなかったため、公認会計士資格を取得。監査法人中央会計事務所（現・プライスウォーターハウスクーパース）に入所し、在職中に企業の上場支援（日本電産：ニューヨーク証券取引所、サイボウズ：東京証券取引所、クレイフィッシュ：日本およびアメリカ合衆国同時）を手がけ、ほかにもM&AやIPOを複数担当した。その後、JASDAQに出向し　上場の審査を担当する。これは会計士の仕事にやりがいを感じずに片っ端から出向募集に応募した結果であった。
2000年に人材アウトソーシングのエスプールを創業する。2006年には、コンサルティング企業のワークハピネスを設立した。
ワークハピネスは異業種連合により新事業を創出するオープンイノベーションプロジェクト“ニッポン・イノベーター塾“を開始し、この取り組みは、2017年に株式会社アイ・キューによる「HRアワード2017」において、「プロフェッショナル人材開発・育成部門 最優秀賞 」を受賞した。また、ワークハピネスは2013年に第2回日本HR大賞において、「若手向け「商談力強化研修PandA（パンダ）」で奨励賞を受賞している。

## 著作
- 『イノベーターズ 革新的価値創造者たち イノベーターが生まれる組織の法則』ダイヤモンド社、2014年
- 『日本流イノベーション―日本企業の特性を活かす成功方程式』ダイヤモンド社、2017年
- 『AI時代に輝く経営の教科書』ダイヤモンド社、2018年